# Territoire non organisé de Nipissing Sud

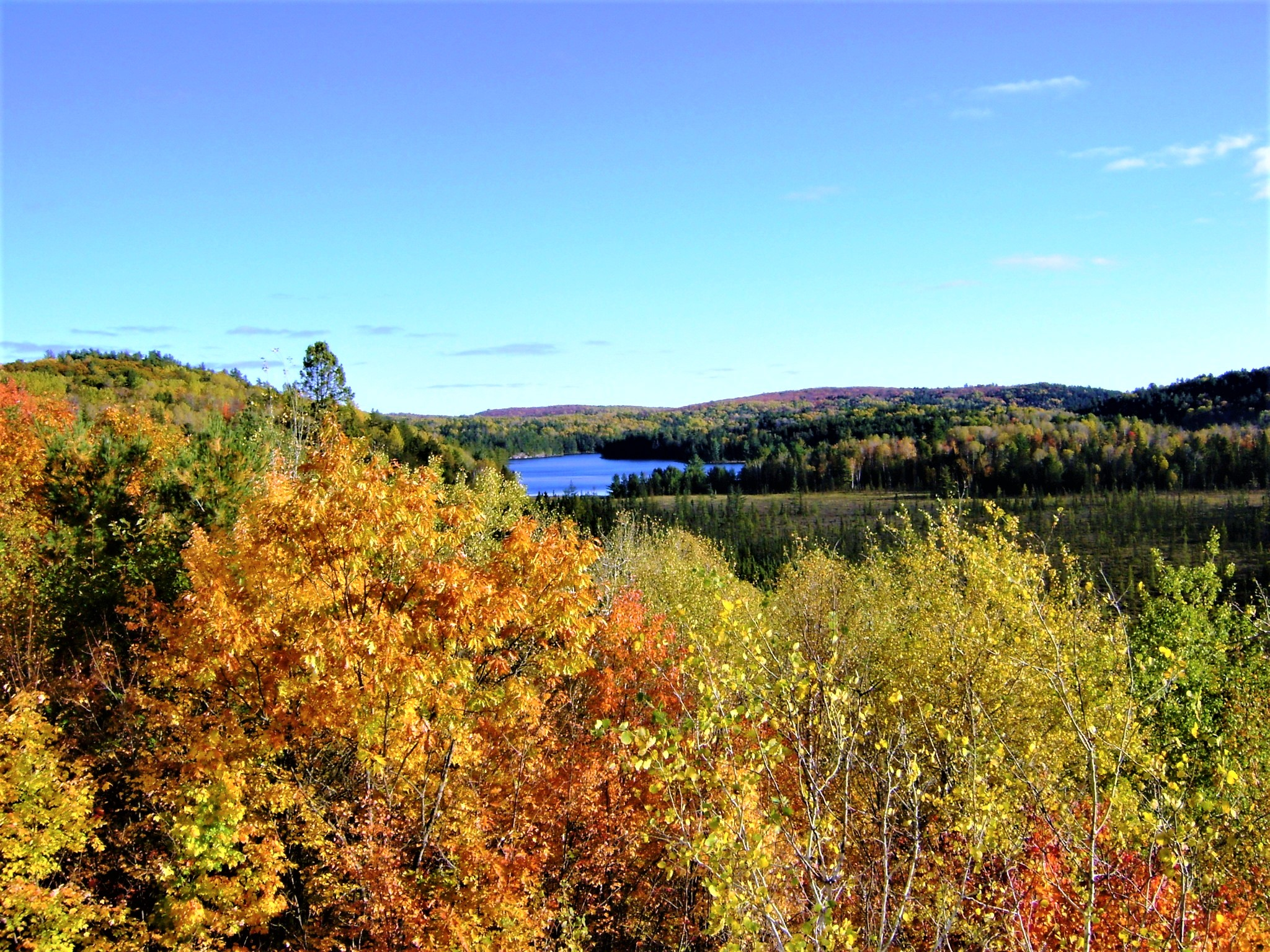
Parc provincial Algonquin

Le territoire non organisé du Nipissing Sud est une région non organisée du centre-nord de l' Ontario, dans le district de Nipissing. Il est presque entièrement à l'intérieur du parc provincial Algonquin et comprend la majeure partie de celui-ci.

## Communautés
- Acanthe
- Achray
- Brent
- Lac de canot
- Coristine
- Daventry
- Parc du gouvernement
- Kilrush
- Kiosque
- Traversée du lac
- Lac Mink
- Odenback
- Radiant
- Stuart

Tendance de la population :
- Population en 2011 : 80
- Population en 2006 : 67
- Population en 2001 : 51
- Population en 1996 : 636 (ou 77 après ajustement aux limites de 2001)
- Population en 1991 : 628

### Répartition de la population
La majorité de la population vit à l'extérieur du parc Algonquin, à la périphérie nord  et nord-ouest de la région. Selon le recensement de 2016, les îlots qui englobent les cantons de Boulter, Lauder, Pentland et Boyd avaient une population combinée de 57 habitants. La zone autour du lac Loxton dans le canton de Ballantyne (bloc de recensement 35480228012) comptait 26 habitants. Le bloc de recensement 35480228215 qui couvre des parties des cantons de Bronson et de Stratton dans le coin nord-est du parc Algonquin avait une population de 5 personnes, tandis que 15 personnes vivaient dans le bloc de recensement 35480228146 qui couvre la majeure partie de la partie ouest de la région.